# Awadż (Iran)
Awadż (perski: آوج) – miasto w Iranie, w ostanie Kazwin. W 2016 roku liczyło 5142 mieszkańców.